# منتخب ساموا الأمريكية لكرة اليد
منتخب ساموا الأمريكية لكرة اليد هو ممثل ساموا الأمريكية الرسمي في المنافسات الدولية في كرة اليد
.